# Medaller dels Jocs Olímpics d'estiu de 1952
El medaller dels Jocs Olímpics d'Estiu de 1952 presenta totes les medalles lliurades als esportistes guanyadors de les proves disputades en aquest esdeveniment, realitzat entre el 19 de juliol i el 3 d'agost de 1952 a la ciutat de Hèlsinki (Finlàndia).
Les medalles apareixen agrupades pels Comitès Olímpics Nacionals participants i s'ordenen de forma decreixent contant les medalles d'or obtingudes; en cas d'haver empat, s'ordena d'igual forma contant les medalles de plata i, en cas de mantenir-se la igualtat, es conten les medalles de bronze. Si dos equips tenen la mateixa quantitat de medalles d'or, plata i bronze, es llisten en la mateixa posició i s'ordenen alfabèticament.

## Medaller
| Jocs Olímpics d'estiu 1952 | Jocs Olímpics d'estiu 1952 | Jocs Olímpics d'estiu 1952 | Jocs Olímpics d'estiu 1952 | Jocs Olímpics d'estiu 1952 | Anells Olímpics |
| Posició                    | País                       | Or                         | Plata                      | Bronze                     | Total           |
| 1                          | Estats Units               | 40                         | 19                         | 17                         | 76              |
| 2                          | Unió Soviètica             | 22                         | 30                         | 19                         | 71              |
| 3                          | Hongria                    | 16                         | 10                         | 16                         | 42              |
| 4                          | Suècia                     | 12                         | 13                         | 10                         | 35              |
| 5                          | Itàlia                     | 8                          | 9                          | 4                          | 21              |
| 6                          | Txecoslovàquia             | 7                          | 3                          | 3                          | 13              |
| 7                          | França                     | 6                          | 6                          | 6                          | 18              |
| 8                          | Finlàndia                  | 6                          | 3                          | 13                         | 22              |
| 9                          | Austràlia                  | 6                          | 2                          | 3                          | 11              |
| 10                         | Noruega                    | 3                          | 2                          | 0                          | 5               |
| 11                         | Suïssa                     | 2                          | 6                          | 6                          | 14              |
| 12                         | Sud-àfrica                 | 2                          | 4                          | 4                          | 10              |
| 13                         | Jamaica                    | 2                          | 3                          | 0                          | 5               |
| 14                         | Bèlgica                    | 2                          | 2                          | 0                          | 4               |
| 15                         | Dinamarca                  | 2                          | 1                          | 3                          | 6               |
| 16                         | Turquia                    | 2                          | 0                          | 1                          | 3               |
| 17                         | Japó                       | 1                          | 6                          | 2                          | 9               |
| 18                         | Regne Unit                 | 1                          | 2                          | 8                          | 11              |
| 19                         | Argentina                  | 1                          | 2                          | 2                          | 5               |
| 20                         | Polònia                    | 1                          | 2                          | 1                          | 4               |
| 21                         | Canadà                     | 1                          | 2                          | 0                          | 3               |
| 21                         | Iugoslàvia                 | 1                          | 2                          | 0                          | 3               |
| 23                         | Romania                    | 1                          | 1                          | 2                          | 4               |
| 24                         | Brasil                     | 1                          | 0                          | 2                          | 3               |
| 24                         | Nova Zelanda               | 1                          | 0                          | 2                          | 3               |
| 26                         | Índia                      | 1                          | 0                          | 1                          | 2               |
| 27                         | Luxemburg                  | 1                          | 0                          | 0                          | 1               |
| 28                         | Alemanya                   | 0                          | 7                          | 17                         | 24              |
| 29                         | Països Baixos              | 0                          | 5                          | 0                          | 5               |
| 30                         | Iran                       | 0                          | 3                          | 4                          | 7               |
| 31                         | Xile                       | 0                          | 2                          | 0                          | 2               |
| 32                         | Àustria                    | 0                          | 1                          | 1                          | 2               |
| 32                         | Líban                      | 0                          | 1                          | 1                          | 2               |
| 34                         | Irlanda                    | 0                          | 1                          | 0                          | 1               |
| 34                         | Mèxic                      | 0                          | 1                          | 0                          | 1               |
| 34                         | Espanya                    | 0                          | 1                          | 0                          | 1               |
| 37                         | Corea del Sud              | 0                          | 0                          | 2                          | 2               |
| 37                         | Trinitat i Tobago          | 0                          | 0                          | 2                          | 2               |
| 37                         | Uruguai                    | 0                          | 0                          | 2                          | 2               |
| 40                         | Bulgària                   | 0                          | 0                          | 1                          | 1               |
| 40                         | Egipte                     | 0                          | 0                          | 1                          | 1               |
| 40                         | Portugal                   | 0                          | 0                          | 1                          | 1               |
| 40                         | Veneçuela                  | 0                          | 0                          | 1                          | 1               |